# Норріс-Арм
Норріс-Арм (англ. Norris Arm) — містечко в Канаді, у провінції Ньюфаундленд і Лабрадор.

## Населення
За даними перепису 2016 року, містечко нараховувало 737 осіб, показавши скорочення на 19,2%, порівняно з 2011-м роком. Середня густина населення становила 17,8 осіб/км².
З офіційних мов обидвома одночасно володіли 10 жителів, тільки англійською — 725.
Працездатне населення становило 47,2% усього населення, рівень безробіття — 40% (48,6% серед чоловіків та 26,9% серед жінок). 93,3% осіб були найманими працівниками, а 6,7% — самозайнятими.
Середній дохід на особу становив $33 460 (медіана $24 896), при цьому для чоловіків — $45 530, а для жінок $21 244 (медіани — $36 267 та $19 808 відповідно).
30,5% мешканців мали закінчену шкільну освіту, не мали закінченої шкільної освіти — 38,3%, 30,5% мали післяшкільну освіту, з яких 12,8% мали диплом бакалавра, або вищий.
| Статево-вікова структура населення | Статево-вікова структура населення | Статево-вікова структура населення | Статево-вікова структура населення | Статево-вікова структура населення |
| ---------------------------------- | ---------------------------------- | ---------------------------------- | ---------------------------------- | ---------------------------------- |
|                                    |                                    |                                    |                                    |                                    |
| Всього                             | Всього                             | 49,0%51,0%                         |                                    |                                    |
| 0 — 14 років                       | 0 — 14 років                       |                                    | 10,2%                              | 10,2%                              |
| 15 — 64 років                      | 15 — 64 років                      |                                    | 66,7%                              | 66,7%                              |
| 65 і більше                        | 65 і більше                        |                                    | 23,1%                              | 23,1%                              |
| 85 і більше                        | 85 і більше                        |                                    | 1,4%                               | 1,4%                               |
| Середній вік (років)               | Середній вік (років)               | 50,047,8                           | 48,9                               | 48,9                               |
| Медіана (років)                    | Медіана (років)                    | 55,451,9                           | 53,6                               | 53,6                               |
| — чоловіки — жінки                 |                                    |                                    |                                    |                                    |

| Походження мешканців:     | Походження мешканців:     | Походження мешканців: | Походження мешканців: | Походження мешканців: |
| ------------------------- | ------------------------- | --------------------- | --------------------- | --------------------- |
| Походження                |                           |                       | осіб                  | %                     |
| Корінні американці        | Корінні американці        |                       | 70                    | 9.52%                 |
| Інше північноамериканське | Інше північноамериканське |                       | 600                   | 81.63%                |
| Європейське               | Європейське               |                       | 235                   | 31.97%                |
| британське                | британське                |                       | 230                   | 31.29%                |
| французьке                | французьке                |                       | 15                    | 2.04%                 |
| Азійське                  | Азійське                  |                       | 10                    | 1.36%                 |

| Зайнятість населення за галузями (за класифікацією NOC): | Зайнятість населення за галузями (за класифікацією NOC): | Зайнятість населення за галузями (за класифікацією NOC): | Зайнятість населення за галузями (за класифікацією NOC): | Зайнятість населення за галузями (за класифікацією NOC): |
| -------------------------------------------------------- | -------------------------------------------------------- | -------------------------------------------------------- | -------------------------------------------------------- | -------------------------------------------------------- |
|                                                          |                                                          |                                                          |                                                          |                                                          |
| Управління                                               | Управління                                               |                                                          | 10%                                                      | 10%                                                      |
| Бізнес, фінанси та адміністрування                       | Бізнес, фінанси та адміністрування                       |                                                          | 10%                                                      | 10%                                                      |
| Природничі та прикладні науки                            | Природничі та прикладні науки                            |                                                          | 3,3%                                                     | 3,3%                                                     |
| Охорона здоров'я                                         | Охорона здоров'я                                         |                                                          | 10%                                                      | 10%                                                      |
| Освіта, правозахист, муніципальні та урядові служби      | Освіта, правозахист, муніципальні та урядові служби      |                                                          | 5%                                                       | 5%                                                       |
| Роздрібна торгівля та послуги                            | Роздрібна торгівля та послуги                            |                                                          | 10%                                                      | 10%                                                      |
| Гуртова торгівля, транспорт та обладнання                | Гуртова торгівля, транспорт та обладнання                |                                                          | 40%                                                      | 40%                                                      |
| Виробництво                                              | Виробництво                                              |                                                          | 11,7%                                                    | 11,7%                                                    |

## Клімат
Середня річна температура становить 4°C, середня максимальна – 20,5°C, а середня мінімальна – -13,7°C. Середня річна кількість опадів – 1 140 мм.
| Клімат поселення                              | Клімат поселення | Клімат поселення | Клімат поселення | Клімат поселення | Клімат поселення | Клімат поселення | Клімат поселення | Клімат поселення | Клімат поселення | Клімат поселення | Клімат поселення | Клімат поселення | Клімат поселення |
| Показник                                      | Січ.             | Лют.             | Бер.             | Квіт.            | Трав.            | Черв.            | Лип.             | Серп.            | Вер.             | Жовт.            | Лист.            | Груд.            |                  |
| Середній максимум, °C                         | −2,38            | −3,04            | 1,16             | 6,77             | 12,13            | 17,12            | 20,54            | 20,04            | 15,06            | 9,73             | 4,96             | −0,82            |                  |
| Середня температура, °C                       | −7,75            | −8,39            | −4,2             | 1,41             | 6,78             | 11,77            | 16,96            | 16,50            | 11,51            | 6,16             | 1,39             | −4,39            |                  |
| Середній мінімум, °C                          | −13,1            | −13,74           | −9,56            | −3,95            | 1,42             | 6,40             | 13,42            | 12,92            | 7,95             | 2,61             | −2,16            | −7,94            |                  |
| Норма опадів, мм                              | 98               | 91               | 90               | 83               | 85               | 89               | 88               | 104              | 107              | 108              | 99               | 98               |                  |
| Середньомісячна швидкість вітру, м/с          | 6.84             | 6.46             | 6.28             | 5.76             | 5.19             | 4.86             | 4.54             | 4.66             | 5.21             | 5.76             | 6.38             | 6.78             |                  |
| Середньомісячна сонячна радіація, кДж/м²·день | 3758             | 6744             | 10752            | 14264            | 17269            | 18910            | 18728            | 15702            | 11573            | 6843             | 3888             | 2814             |                  |
| --------------------------------------------- | ---------------- | ---------------- | ---------------- | ---------------- | ---------------- | ---------------- | ---------------- | ---------------- | ---------------- | ---------------- | ---------------- | ---------------- | ---------------- |
| Джерело:                                      |                  |                  |                  |                  |                  |                  |                  |                  |                  |                  |                  |                  |                  |